# جوزف زین باوئر
جوزف زین باوئر (انگلیسی: Josef Zinnbauer؛ زادهٔ ۱ مهٔ ۱۹۷۰) بازیکن فوتبال اهل آلمان است.
از باشگاه‌هایی که در آن بازی کرده‌است می‌توان به باشگاه فوتبال اولم ۱۸۴۶، باشگاه فوتبال کارلسروهه، باشگاه فوتبال ماینتس ۰۵، و باشگاه فوتبال سنت گالن اشاره کرد.